# Coupe d'Islande de football 1977
La coupe d'Islande 1977 de football est la 18e édition de la Coupe nationale de football.
Elle s'est disputée du 31 mai 1977 au 11 septembre 1977, avec la finale jouée au Laugardalsvöllur à Reykjavik.
La Coupe revêt une haute importance puisque le vainqueur est qualifié pour la Coupe des Coupes (Si un club gagne à la fois le championnat et la Coupe, c'est le finaliste de la Coupe qui prend sa place en Coupe des Coupes).
Les 10 clubs de 1. Deild ne rentrent qu'en huitièmes de finale, alors que les clubs des divisions inférieures entrent au fur et à mesure des 3 tours préliminaires. Les équipes se rencontrent sur un  match simple. En cas de match nul, le match est rejoué sur le terrain de l'autre équipe.
C'est le Valur Reykjavik, tenant du trophée, qui remporte la 4e Coupe d'Islande de son histoire en battant en finale le Fram Reykjavik. 

## Premier tour
| Équipe 1                 | Résultat | Équipe 2                |
| ------------------------ | -------- | ----------------------- |
| Stjarnan Garðabær        | 3 - 1    | þor þorlakshöfn         |
| UMF Njarðvík             | 1 - 3    | Víðir Garður            |
| UMF Selfoss              | 5 - 0    | Grótta Seltjarnarnes    |
| Leiknir Reykjavik        | 2 - 4    | Armann Reykjavik (D2)   |
| Vikingur Ólafsvík        | 4 - 1    | Snaefell                |
| Leiftur Ólafsfjörður     | 1 - 4    | Arroðin A.              |
| þrottur Norðfjörður (D2) | 4 - 1    | Austri Eskifjörður (D3) |
| Einherji                 | 8 - 1    | Huginn Seyðisfjörður    |

## Deuxième tour
| Équipe 1                  | Résultat | Équipe 2                  |
| ------------------------- | -------- | ------------------------- |
| Hvöt                      | 0 - 1    | Tindastóll Sauðárkrókur   |
| KS Siglufjölður           | 1 - 2    | Reynir Árskógsströnd (D2) |
| Armann Reykjavik (D2)     | 2 - 1    | UMF Grindavík             |
| Völsungur Húsavík (D2)    | 6 - 0    | Magni Grenivík            |
| Arroðin A.                | 0 - 1    | KA Akureyri (D2)          |
| Bolungarvík               | 0 - 5    | ÍB Isafjörður (D2)        |
| Víðir Garður              | 4 - 1    | IK Kopavogur              |
| Fylkir Reykjavik (D3)     | 5 - 1    | Stjarnan Garðabær         |
| Haukar Hafnarfjörður (D2) | 2 - 4    | þrottur Reykjavik (D2)    |
| Hrafnkell Fr.             | 1 - 2    | þrottur Norðfjörður (D2)  |
| UMF Selfoss (D2)          | 3 - 0    | Vikingur Ólafsvík         |
| Leiknir Fáskrúðsfjörður   | 2 - 5    | Einherji                  |

## Troisième tour
| Équipe 1                  | Résultat | Équipe 2                |
| ------------------------- | -------- | ----------------------- |
| þrottur Reykjavik (D2)    | 4 - 0    | Víðir Garður            |
| ÍB Isafjörður (D2)        | 4 - 5    | UMF Selfoss (D2)        |
| Armann Reykjavik (D2)     | 4 - 0    | Fylkir Reykjavik (D3)   |
| KA Akureyri (D2)          | 3 - 1    | Tindastóll Sauðárkrókur |
| Reynir Árskógsströnd (D2) | 4 - 3    | Völsungur Húsavík (D2)  |
| þrottur Norðfjörður (D2)  | 3 - 1    | Einherji                |

## Huitièmes de finale
- Entrée en lice des 10 équipes de 1. Deild

| Équipe 1                  | Résultat | Équipe 2                  |
| ------------------------- | -------- | ------------------------- |
| Valur Reykjavik (D1)      | 6 - 1    | þor Akureyri (D1)         |
| ÍA Akranes (D1)           | 1 - 0    | Breiðablik Kopavogur (D1) |
| Armann Reykjavik (D2)     | 0 - 5    | FH Hafnarfjörður (D1)     |
| ÍBK Keflavík (D1)         | 3 - 0    | KA Akureyri (D2)          |
| þrottur Reykjavik (D2)    | 2 - 3    | Fram Reykjavik (D1)       |
| KR Reykjavik (D1)         | 6 - 0    | UMF Selfoss (D2)          |
| Vikingur Reykjavik (D1)   | 2 - 1    | þrottur Norðfjörður (D2)  |
| Reynir Árskógsströnd (D2) | 1 - 7    | ÍBV Vestmannaeyjar (D1)   |

## Quarts de finale
| Équipe 1                | Résultat | Équipe 2                |
| ----------------------- | -------- | ----------------------- |
| FH Hafnarfjörður (D1)   | 3 - 2    | ÍA Akranes (D1)         |
| Valur Reykjavik (D1)    | 2 - 1    | Vikingur Reykjavik (D1) |
| Fram Reykjavik (D1)     | 2 - 0    | KR Reykjavik (D1)       |
| ÍBV Vestmannaeyjar (D1) | 3 - 2    | ÍBK Keflavík (D1)       |

## Demi-finales
| Équipe 1              | Résultat | Équipe 2                |
| --------------------- | -------- | ----------------------- |
| FH Hafnarfjörður (D1) | 0 - 3    | Fram Reykjavik (D1)     |
| Valur Reykjavik (D1)  | 4 - 0    | ÍBV Vestmannaeyjar (D1) |

## Finale
| 11 septembre 1977 | Valur Reykjavik                      | 2 - 1 | Fram Reykjavik           | Laugardalsvöllur, Reykjavik |  |
|                   | A.Eðvaldsson · Ingi Björn Albertsson |       | Sigurbergur Sigsteinsson |                             |  |
|                   | (Rapport)                            |       |                          |                             |  |

- Le Valur Reykjavik remporte sa 4e Coupe d'Islande et se qualifie pour la Coupe des Coupes 1978-1979.